# Salbruch
Das Naturschutzgebiet Salbruch liegt auf dem Gebiet der Städte Tönisvorst, Viersen und Willich im Kreis Viersen in Nordrhein-Westfalen.
Das etwa 327,35 ha große Gebiet, das im Jahr 1990 unter Naturschutz gestellt wurde, erstreckt sich nordöstlich der Kernstadt Viersen. Westlich verlaufen die Landesstraße L 39 und die A 61, südlich verläuft die L 29. Die Niers fließt von Südosten nach Nordwesten durch das Gebiet hindurch.
Die Unterschutzstellung erfolgt
- zur Erhaltung von Lebensgemeinschaften oder Lebensstätten bestimmter wildlebender Pflanzen- und Tierarten
- aus wissenschaftlichen Gründen
- wegen der Seltenheit, besonderen Eigenart oder hervorragender Schönheit der Fläche
- zur Erhaltung und Entwicklung des Talraumes der Niers als breites, flach ausgezogenes Niederungsgebiet einschließlich der Terrassenkanten und der Erhaltung der großflächigen, von Gräben und der eingedeichten Niers durchgezogenen Grünlandbereiche mit hohem Naturpotential